# Bâton Rouge (film, 1985)
Pour les articles homonymes, voir Bâton Rouge (homonymie).
Pour plus de détails, voir Fiche technique et Distribution.
Bâton Rouge est un film français réalisé par Rachid Bouchareb sorti en 1985. Le scénario est né d'un fait divers authentique auquel il est fait allusion à la fin du film. Le titre se réfère à Memory Hotel de Mick Jagger.

## Synopsis
Dans une cité de la banlieue parisienne, la vie de Karim, Abdenour et Mozart est faite de galères et de petits boulots intérimaires. Karim rassure son père en lui jurant qu'il deviendra un jour quelqu'un d'important. Abdenour, orphelin, promet à son petit frère qu'il pourra bientôt le soustraire à l'Assistance Publique. De son côté, Mozart, saxophoniste, rêve d'entraîner ses deux copains à Bâton-Rouge, en Louisiane, capitale du blues. Rêve qui devient bientôt réalité dans le sillage de Becky, une jeune Américaine dont Abdenour est tombé amoureux, et grâce à une de leurs combines qui leur permet d'obtenir des billets d'avion pour New York. Mais la galère continue de l'autre côté de l'Atlantique.

## Fiche Technique
- Titre : Bâton Rouge
- Réalisation : Rachid Bouchareb
- Scénario : Rachid Bouchareb et Jean-Pierre Ronssin
- Sociétés de Production : Lyric International et TF1 Films Production
- Musique originale : John Faure
- Photographie : Jimmy Glasberg
- Montage : Guy Lecorne
- Décors : Jean-Pascal Chalard
- Durée : 82 minutes
- Pays de production :  France
- Date de sortie : 
  - France : 11 décembre 1985

## Distribution
- Jacques Penot : Alain Lefebvre 'Mozart'
- Pierre-Loup Rajot : Abdenour
- Hammou Graïa : Karim
- Frédéric Wizmane : Bruno
- Katia Tchenko : Directrice de la DASS
- Larbi Zekkal : Le père de Karim
- Elaine Foster : Victoria Paine
- Romain Bouteille : Monsieur Temporaire
- Jacques Frantz : Fast-food manager
- Christian Charmetant : L'architecte
- Alexandra Steinbaum : Becky